# Grand Prix Formule 1 van Canada 2001
De Grand Prix Formule 1 van Canada 2001 werd gehouden op 10 juni 2001 op het Circuit Gilles Villeneuve in Montreal.

## Uitslag
| Positie | Nummer | Rijder               | Team               | Ronden | Tijd/Opgave | Startplaats | Punten |
| ------- | ------ | -------------------- | ------------------ | ------ | ----------- | ----------- | ------ |
| 1       | 5      | Ralf Schumacher      | Williams-BMW       | 69     | 1:34:31.522 | 2           | 10     |
| 2       | 1      | Michael Schumacher   | Scuderia Ferrari   | 69     | +20.235     | 1           | 6      |
| 3       | 3      | Mika Häkkinen        | McLaren - Mercedes | 69     | +40.672     | 8           | 4      |
| 4       | 17     | Kimi Räikkönen       | Sauber - Petronas  | 69     | +1:08.116   | 7           | 3      |
| 5       | 22     | Jean Alesi           | Prost Grand Prix   | 69     | +1:10.435   | 16          | 2      |
| 6       | 19     | Pedro de la Rosa     | Jaguar Racing      | 68     | +1 Ronde    | 14          | 1      |
| 7       | 11     | Ricardo Zonta        | Jordan-Honda       | 68     | +1 Ronde    | 12          |        |
| 8       | 23     | Luciano Burti        | Prost Grand Prix   | 68     | +1 Ronde    | 19          |        |
| 9       | 20     | Tarso Marques        | Minardi            | 66     | +3 Rondes   | 21          |        |
| 10      | 14     | Jos Verstappen       | Arrows - Asiatech  | 65     | Remmen      | 13          |        |
| 11      | 12     | Jarno Trulli         | Jordan-Honda       | 63     | Remmen      | 4           |        |
| Ret     | 4      | David Coulthard      | McLaren - Mercedes | 54     | Motor       | 3           |        |
| Ret     | 9      | Olivier Panis        | BAR-Honda          | 38     | Remmen      | 6           |        |
| Ret     | 10     | Jacques Villeneuve   | BAR-Honda          | 34     | Aandrijfas  | 9           |        |
| Ret     | 15     | Enrique Bernoldi     | Arrows - Asiatech  | 24     | Motor       | 17          |        |
| Ret     | 6      | Juan Pablo Montoya   | Williams-BMW       | 19     | Ongeluk     | 10          |        |
| Ret     | 2      | Rubens Barrichello   | Scuderia Ferrari   | 19     | Gespind     | 5           |        |
| Ret     | 8      | Jenson Button        | Benetton Formula   | 17     | Olielek     | 20          |        |
| Ret     | 21     | Fernando Alonso      | Minardi            | 7      | Transmissie | 22          |        |
| Ret     | 16     | Nick Heidfeld        | Sauber - Petronas  | 1      | Botsing     | 11          |        |
| Ret     | 18     | Eddie Irvine         | Jaguar Racing      | 1      | Botsing     | 15          |        |
| Ret     | 7      | Giancarlo Fisichella | Benetton Formula   | 0      | Botsing     | 18          |        |

## Wetenswaardigheden
- Eerste podium van het seizoen: Mika Häkkinen.
- Eerste seizoenspunten: Pedro de la Rosa. Hij scoorde ook zijn eerste punten voor het Jaguar-team.
- Dit was de eerste 1-2 finish van broers ooit in de Formule 1. De broers Schumacher finishten ook eerste en tweede in de editie van 2003.
- Ricardo Zonta verving Heinz-Harald Frentzen in deze race in verband met hevige crashes.

## Statistieken
| Snelste ronde | Ralf Schumacher | Williams-BMW | 1:17.205 |

1967 · 1968 · 1969 · 1970 · 1971 · 1972 · 1973 · 1974 · 1976 · 1977 · 1978 · 1979 · 1980 · 1981 · 1982 · 1983 · 1984 · 1985 · 1986 · 1988 · 1989 · 1990 · 1991 · 1992 · 1993 · 1994 · 1995 · 1996 · 1997 · 1998 · 1999 · 2000 · 2001 · 2002 · 2003 · 2004 · 2005 · 2006 · 2007 · 2008 · 2010 · 2011 · 2012 · 2013 · 2014 · 2015 · 2016 · 2017 · 2018 · 2019 · 2022 · 2023 · 2024 · 2025 · 2026 · 2027 · 2028 · 2029